# Парадајс (округ Моно, Калифорнија)
Парадајс (енгл. Paradise, Mono County) насељено је место без административног статуса у америчкој савезној држави Калифорнија.

## Демографија
По попису из 2010. године број становника је 153.
| Група             | 2000.    | 2010.       |
| Белци             | 0 (0,0%) | 121 (79,1%) |
| Афроамериканци    | 0 (0,0%) | 0 (0,0%)    |
| Азијати           | 0 (0,0%) | 6 (3,9%)    |
| Хиспаноамериканци | 0 (0,0%) | 14 (9,2%)   |
| Укупно            | 0        | 153         |